# Charles King (ciclista)
Charles Thomas King (Putney, 6 dicembre 1911 – Wellington, 19 luglio 2001) è stato un pistard britannico.

## Palmarès
- Giochi olimpici

Berlino 1936: bronzo nell'inseguimento a squadre.